# Collegio elettorale di Villafranca di Verona (Senato della Repubblica)
Il collegio di Villafranca di Verona fu un collegio elettorale uninominale della Repubblica Italiana per l'elezione del Senato della Repubblica. Apparteneva alla Circoscrizione Veneto e fu utilizzato per eleggere un senatore nella XII, XIII e XIV legislatura.
Venne istituito nel 1993 con la cosiddetta Legge Mattarella (Legge n. 276, Norme per l'elezione del Senato della Repubblica), attuata in seguito al referendum abrogativo del 1993. La legge istituì per la Camera dei deputati e per il Senato della Repubblica un sistema di elezione misto, in parte maggioritario e in parte proporzionale. Il 75% dei parlamentari dell'assemblea veniva eletto in collegi uninominali tramite sistema maggioritario a turno unico; il restante 25% al Senato veniva eletto tramite recupero proporzionale dei più votati non eletti attraverso un meccanismo di calcolo denominato "scorporo", cioè sottraendo dal conteggio dei voti totali di una lista nella parte proporzionale i voti ottenuti dai candidati collegati alla medesima lista che erano eletti nei collegi uninominali con il sistema maggioritario.
Il collegio venne abolito insieme a tutti gli altri che costituivano il Senato con la promulgazione della legge elettorale successiva, la cosiddetta Legge Calderoli. Questa prevedeva un sistema proporzionale con premio di maggioranza, che al Senato veniva attribuito a livello regionale.

## Territorio
Il collegio di Villafranca di Verona era uno dei 17 collegi uninominali in cui era suddiviso il Veneto e, come previsto dal D.Lgs. del 20 dicembre 1993 n. 535, era interamente compreso nella provincia di Verona e comprendeva i seguenti comuni: Albaredo d'Adige, Angiari, Arcole, Belfiore, Bevilacqua, Bonavigo, Boschi Sant'Anna, Bovolone, Buttapietra, Caldiero, Casaleone, Castagnaro, Castel d'Azzano, Cerea, Cologna Veneta, Concamarise, Erbé, Gazzo Veronese, Isola della Scala, Isola Rizza, Legnago, Minerbe, Mozzecane, Nogara, Nogarole Rocca, Oppeano, Palù, Povegliano Veronese, Pressana, Ronco all'Adige, Roverchiara, Roveredo di Guà, Salizzole, San Giovanni Lupatoto, San Pietro di Morubio, Sanguinetto, Sorgà, Terrazzo, Trevenzuolo, Veronella, Vigasio, Villa Bartolomea, Villafranca di Verona, Zevio e Zimella. 

## Eletti
| Elezione | Elezione                | Senatore            | Partito                  |
| -------- | ----------------------- | ------------------- | ------------------------ |
|          | 1994                    | Massimo Brugnettini | Polo delle Libertà (LN)  |
|          | 1996                    | Paolo Danieli       | Polo per le Libertà (AN) |
| 2001     | Casa delle Libertà (AN) | Paolo Danieli       |                          |

## Dati elettorali

### XII legislatura
|                               | Massimo Brugnettini ✔️ Eletto | Polo delle Libertà                | 73 625  | 44,41 |  |  |  |  |  |
|                               | Antonio Pizzoli               | Patto per l'Italia                | 34 854  | 21,03 |  |  |  |  |  |
|                               | Giuseppe Masin                | Progressisti                      | 27 618  | 16,66 |  |  |  |  |  |
|                               | Elisa Scaravelli              | Alleanza Nazionale                | 15 225  | 9,18  |  |  |  |  |  |
|                               | Cirillo Sandrini              | Lega Autonomia Veneta             | 8 470   | 5,11  |  |  |  |  |  |
|                               | Mariangela Bottinelli         | Movimento Veneto Regione Autonoma | 3 885   | 2,34  |  |  |  |  |  |
|                               | Renzo Toaiar                  | Partito della Legge Naturale      | 2 093   | 1,26  |  |  |  |  |  |
| Totale                        | Totale                        | Totale                            | 165 770 | 100   |  |  |  |  |  |
|                               |                               |                                   |         |       |  |  |  |  |  |
| Voti non validi               | Voti non validi               | Voti non validi                   | 13 522  | 7,54  |  |  |  |  |  |
| Votanti                       | Votanti                       | Votanti                           | 179 292 | 92,30 |  |  |  |  |  |
| Elettori                      | Elettori                      | Elettori                          | 194 244 |       |  |  |  |  |  |
|                               |                               |                                   |         |       |  |  |  |  |  |
| Data: 27-28 marzo 1994        |                               |                                   |         |       |  |  |  |  |  |
| Fonte: Ministero dell'interno |                               |                                   |         |       |  |  |  |  |  |

### XIII legislatura
|                               | Paolo Danieli ✔️ Eletto | Polo per le Libertà                | 57 284  | 34,37 |  |  |  |  |  |
|                               | Massimo Brugnettini     | Lega Nord                          | 49 605  | 29,77 |  |  |  |  |  |
|                               | Ferdinando Sortino      | L'Ulivo                            | 48 964  | 29,38 |  |  |  |  |  |
|                               | Fernando Quirinali      | Unione Nord Est                    | 4 941   | 2,96  |  |  |  |  |  |
|                               | Loris Giovanni Gobbetti | Movimento Sociale Fiamma Tricolore | 3 037   | 1,82  |  |  |  |  |  |
|                               | Enrico Ortombina        | Mani Pulite                        | 2 822   | 1,69  |  |  |  |  |  |
| Totale                        | Totale                  | Totale                             | 166 653 | 100   |  |  |  |  |  |
|                               |                         |                                    |         |       |  |  |  |  |  |
| Voti non validi               | Voti non validi         | Voti non validi                    | 11 645  | 6,53  |  |  |  |  |  |
| Votanti                       | Votanti                 | Votanti                            | 178 298 | 89,55 |  |  |  |  |  |
| Elettori                      | Elettori                | Elettori                           | 199 099 |       |  |  |  |  |  |
|                               |                         |                                    |         |       |  |  |  |  |  |
| Data: 21 aprile 1996          |                         |                                    |         |       |  |  |  |  |  |
| Fonte: Ministero dell'interno |                         |                                    |         |       |  |  |  |  |  |

### XIV legislatura
|                               | Paolo Danieli ✔️ Eletto   | Casa delle Libertà                   | 90 403  | 52,42 |  |  |  |  |  |
|                               | Ivana Azzalini            | L'Ulivo                              | 45 388  | 26,32 |  |  |  |  |  |
|                               | Raffaello Ferro           | Liga Fronte Veneto                   | 8 378   | 4,86  |  |  |  |  |  |
|                               | Paolo Andreoli            | Partito della Rifondazione Comunista | 8 163   | 4,73  |  |  |  |  |  |
|                               | Giuseppe Brisighella      | Democrazia Europea                   | 6 569   | 3,81  |  |  |  |  |  |
|                               | Francesco Salvatore       | Lista Di Pietro                      | 6 318   | 3,66  |  |  |  |  |  |
|                               | Giovanni Battista Mariani | Va' Pensiero Padania                 | 4 227   | 2,45  |  |  |  |  |  |
|                               | Mosè Tavella              | Lista Pannella-Bonino                | 2 999   | 1,74  |  |  |  |  |  |
| Totale                        | Totale                    | Totale                               | 172 445 | 100   |  |  |  |  |  |
|                               |                           |                                      |         |       |  |  |  |  |  |
| Voti non validi               | Voti non validi           | Voti non validi                      | 11 111  | 6,05  |  |  |  |  |  |
| Votanti                       | Votanti                   | Votanti                              | 183 556 | 87,19 |  |  |  |  |  |
| Elettori                      | Elettori                  | Elettori                             | 210 532 |       |  |  |  |  |  |
|                               |                           |                                      |         |       |  |  |  |  |  |
| Data: 13 maggio 2001          |                           |                                      |         |       |  |  |  |  |  |
| Fonte: Ministero dell'interno |                           |                                      |         |       |  |  |  |  |  |